# Belisario del Canto Barriga
Belisario del Canto Barriga; (Iquique, 1865 - Santiago, 1943). Abogado y político chileno. Hijo de Epifanio del Canto Alderete y Catalina Barriga Castro.

## Actividades profesionales
Hijo del procurador y ministro de la Corte de Apelaciones de Iquique, Epifanio del Canto. Fue educado en el Instituto Nacional y en la Universidad de Chile, donde se graduó de abogado.
Se dedicó a su profesión, trabajando con su padre en la Intendencia de Aconcagua, la Corte de Apelaciones de Iquique y en la Municipalidad de San Felipe.

## Actividades Políticas
Miembro del Partido Nacional, del cual llegó a ser dirigente local.
Regidor de la Municipalidad de Iquique (1905-1910). Le correspondió asumir como Alcalde subrogante ante la elección de Arturo del Río Racet como Senador por Tarapacá (1909). 
Alcalde de Iquique en propiedad (1910-1915). Durante su administración mejoró las líneas férreas para conectar el norte con el centro del país, y hacia los pueblos del interior que vivían del salitre.
Regidor nuevamente de Iquique (1925-1926).